# Doroteu de Gaza
|  | Per a altres significats, vegeu «Doroteu». |

Doroteu de Gaza o de Palestina (Dorotheus, Δωπόθεος) (Palestina, 505 - Kemet, prop de Gaza, Palestina, 565 o 620) va ser arximandrita de Palestina. És venerat com a sant per diverses confessions cristianes.

## Biografia
Suposadament fou deixeble de Joan de Gaza el Profeta, de qui tingué cura durant la seva malaltia que va durar anys. Ingressà al monestir d'Abba Serid (o Abba Sveridus), prop de Gaza, influït per Barsanufi de Palestina i el Joan citat. Cap al 540 fundà un monestir on anà com a abat. Escrigué la regla per als monjos, conservades en part amb el títol Directrius d'aprenentatge espiritual. Fou mestre de Dositeu de Gaza i també suposadament de Procopi de Gaza.
Va escriure una obra en tres llibres sobre passatges poc clars de l'Antic i Nou Testament, que en realitat són una compilació de les obres de Gregori el Gran, cartes i els sermons recollits a Sermones de vita recte instituenda.
L'Església Ortodoxa el considera sant amb el nom de Doroteu Eremita de Kemet, com també fa l'Església Catòlica. Totes dues en celebren la festivitat el 5 de juny, segons el calendari gregorià, o el 18 de juny (data corresponent al 5 segons el calendari julià) en els llocs d'Orient que segueixen el calendari antic. Amb Dositeu, és venerat també el 13 d'agost.